# بتليجة (كرتشمبو الشمالي)
بتليجة (بالفارسية: بتلیجه) هي قرية تقع في إيران في قسم كرتشمبو الشمالي الريفي. يقدر عدد سكانها بـ 228 نسمة بحسب إحصاء 2016.